# Рэдклифф, Джеймс, 3-й граф Дервентуотер
Джеймс Рэдклифф (26 июня 1689, Лондон, Королевство Англия — 24 февраля 1716, там же) — британский аристократ, 3-й граф Дервентуотер , 3-й виконт Рэдклифф и 3-й барон Тиндейл с 1705 года. Присоединился к якобитскому восстанию 1715 года, был взят в плен и обезглавлен как изменник.

## Биография
Джеймс Рэдклифф родился в 1689 году в семье Эдуарда Рэдклиффа, наследника титула графа Дервентуотера, и его жены Мэри Тюдор, внебрачной дочери короля Карла II. Его предки владели землями в Камберленде, начиная по крайней мере с XV века. Вся семья Джеймса последовала в изгнание за королём Яковом II, свергнутым в ходе «Славной революции». Джеймс рос при сен-жерменском дворе во Франции вместе с сыном короля Джеймсом Эдуардом, своим сверстником. После смерти отца в 1705 году он стал 3-м графом Дервентуотером и унаследовал обширные владения в Англии. Совершив путешествие по Европе, Рэдклифф в 1710 году впервые приехал в Англию и обосновался в своих камберлендских поместьях.
Граф жил главным образом в поместье Дилстон Холл. 10 июня 1712 года он женился там на Анне Уэбб, дочери сэра Джона Уэбба, 3-го баронета, и Барбары Беласис. В 1715 году, когда стало известно о готовящемся восстании якобитов, Рэдклифф попал под подозрение как близкий родственник Стюартов и приверженец католической веры. Государственный секретарь подписал приказ о его аресте, но граф успел присоединиться к повстанческой армии Томаса Форстера во главе отряда в 70 человек. Эта армия двинулась на юг. У Престона путь ей преградили правительственные войска, и мятежники, не имевшие боевого опыта, сдались, хотя у врага не было артиллерии.
Рэдклифф был арестован и оказался в Тауэре. Он признал себя виновным в государственной измене, но попросил о помиловании, ссылаясь на свою неопытность. Тем не менее графа приговорили к смерти. Обе палаты парламента обратились к королю Георгу I с просьбой смягчить наказание для осуждённых лордов (в их числе наряду с графом Дервентуотером были графы Нитсдейл и Карнуат, бароны Уиддрингтон, Кенмур и Нэрн). Трое пэров получили отсрочку казни, так что у близких Рэдклиффа появилась надежда. Мать графа вместе с герцогинями Кливленд и Ричмонд (его тётками) были допущены в королевскую опочивальню и там умоляли Георга о помиловании. Однако король по настоянию Роберта Уолпола отказал им.
24 февраля 1716 года граф был обезглавлен на Тауэрском холме вместе с бароном Кенмуром (граф Нитсдейл за день до этого смог сбежать). В предсмертной речи Рэдклифф выразил сожаление о своём признании и заявил о своей верности католической религии.

## Семья
В браке Джеймса Рэдклиффа и Анны Марии Уэбб родились дочь Анна (1716—1760; жена Роберта Петре, 8-го барона Петре) и сын Джон (умер в 1731), при жизни отца носивший титул учтивости виконт Рэдклифф, а позже именовавший себя графом Дервентуотером.